# Helgaberget
Der Helgaberget (norwegisch Helgaberget) ist ein Felsen in Etne im Fylke Vestland in Norwegen. Der Name bedeutet im Altnorwegischen etwa „heiliger Felsen“.
Der Felsen befindet sich auf der Stødle Terrasse und ist überall mit den prähistorischen Felsritzungen vom Helgaberget bedeckt. Schälchen, Sonnensymbole und Spiralmuster prägen den Ort.